# Lonchophylla mordax
Lonchophylla mordax је врста слепог миша из породице Phyllostomidae.

## Распрострањење
Бразил је једино познато природно станиште врсте.

## Станиште
Врста Lonchophylla mordax има станиште на копну.

## Угроженост
Ова врста није угрожена, и наведена је као последња брига јер има широко распрострањење.

### Популациони тренд
Популациони тренд је за ову врсту непознат.